# L’Unione Sarda
Die L’Unione Sarda ist die älteste und am weitest verbreitete Tageszeitung Sardiniens. Sie wurde 1889 gegründet, aktueller Chefredakteur ist Paolo Figus.
Die Redaktionen befinden sich in Cagliari, Nuoro, Olbia, Oristano, Quartu Sant’Elena und Sassari. Kommunikationsbüros liegen in Carbonia, Iglesias, Lanusei, Macomer, Sanluri und Rom. Sie war eine der ersten europäischen Tageszeitungen, die sich mit einer Webpräsenz ausstattete, und zwar 1994. Die Auflage der Zeitung lag 2008 bei 67.058 Exemplaren.

## Politische Ausrichtung
Die L’Unione Sarda war politisch traditionell eine zur Mitte gerichtete Zeitung. In den letzten Jahren aber, seit dem Kauf durch Sergio Zuncheddu, gab es eine Annäherung an die politische Mitte-rechts-Bewegung und an die PDL.
Sie ist dafür bekannt, dass sie eine Kampagne gegen Renato Soru bestritt. Der Grund dieser Angriffe auf Soru und seine Tätigkeit in der Region könnte nach Dafürhalten einiger in Immobiliengeschäften liegen.
Soru hatte mit dem Gesetz „Salva Coste“ (Rette Küsten) ein Immobilienprojekt längs der Küste Villasismius und andere Bauvorhaben in Cagliari verhindert. Er soll auch den öffentlichen Kauf von Immobilien verhindert haben, die von Zuncheddu gebaut worden waren.